# PeerGuardian
PeerGuardian i PeerGuardian 2 to otwarte programy rozwijane przez Phoenix Labs. Umożliwiały blokowanie przychodzących i wychodzących połączeń w oparciu o listę blokowanych adresów IP. Ich zadaniem była ochrona prywatności użytkowników przed organizacjami takimi jak RIAA, czy też MPAA podczas używania sieci P2P takich jak FastTrack i BitTorrent. Aplikacja umożliwiała również blokowanie reklam i programów szpiegujących w zależności od preferencji użytkownika.
W 2009 roku projekt PeerGuardian po dwuletnim braku aktualizacji został uznany za porzucony. Jego oficjalną kontynuacją, rekomendowaną przez Phoenix Labs został projekt PeerBlock, który jest rozwijanym klonem PeerGuardiana.

## Historia
PeerGuardian 1.0 (prowadzony przez Tima Leonarda) napisany był w Visual Basicu i szybko stał się popularny wśród użytkowników sieci P2P, pomimo blokowania tylko protokołu TCP i użytkowania zasobów komputera (pamięci RAM i procesora). Pierwsza wersja została udostępniona jako otwarte oprogramowanie, a następnie rozpoczęto pisanie nowej wersji (2.0, prowadzona przez Cory Nelson) w celu poprawienia niedociągnięć oryginału. Ostatnia wersja, PeerGuardian 2, napisana jest w języku C i C++ i może blokować wszystkie protokoły używające IPv4.

## Systemy operacyjne
PeerGuardian może pracować pod następującymi systemami operacyjnymi: Windows, Linux i Mac OS X.
Używając odpowiednich sterowników PeerGuardian kolejkuje wszystkie połączenia i sprawdza ich status na liście blokowanych adresów.

## Formaty listy blokowanych adresów

### Formaty binarne
Formaty binarne (znane jako P2B) powstały razem z wersją beta PeerGuardian 2 w celu utworzenia jak najmniejszej (rozmiarowo) listy blokowanych adresów.
- P2B Wersja 1 – Format ten był używany tylko w najwcześniejszych wersjach PeerGuardian 2. Był skompresowany przy użyciu formatu gzip. Obecnie nie jest używany.

- P2B Wersja 2 – Najbardziej rozpowszechniony format, obsługiwany przez wiele aplikacji, m.in. eMule i PeerGuardian w wersji dla Linuksa. Jest on równoważny pierwszej wersji P2B, z tym że używa kodowania UTF-8 do przechowywania nazw. Format jest używany.

- P2B Wersja 3 – Najnowsza wersja formatu P2B, jest obecnie obsługiwana tylko przez ostatnią wersję PeerGuardian 2 przeznaczoną dla systemu Windows. Wersja ta używa do kompresji formatu 7z.

### P2P Format pliku tekstowego
Oryginalnym formatem dla PeerGuardian wersja 1.x był zwykły plik tekstowy. Wadą tego rozwiązania jest bardzo duży rozmiar plików a co za tym idzie potrzeba większej przepustowości do ich rozsyłania.
Format ten ma następującą postać:
```
 Nazwa zakresu: PierwszyAdresIP-OstatniAdresIP
```

Przykład:
```
 Localhost:127.0.0.1-127.0.0.1
```

Format pliku tekstowego jest używany w eMule, Azureus, Deluge i Protowall.